# Pomatorhinus
Pomatorhinus es un género de aves perteneciente a la familia Timaliidae. Sus miembros, denominados cimitarras por su pico largo y curvado hacia abajo, son pájaros de Asia tropical, con el mayor número de especies presentes en los montes del Himalaya. 
El nombre del género deriva de la combinación de los términos griegos pomatos «tapa» y rhinos «nariz».

## Especies
El género tiene las siguientes especies:
- Pomatorhinus hypoleucos – cimitarra grande;
- Pomatorhinus erythrocnemis – cimitarra estriada;
- Pomatorhinus gravivox – cimitarra rayada;
- Pomatorhinus mcclellandi – cimitarra moteada;
- Pomatorhinus swinhoei – cimitarra flanquigrís;
- Pomatorhinus erythrogenys – cimitarra carirrufa;
- Pomatorhinus horsfieldii – cimitarra india;
- Pomatorhinus melanurus – cimitarra cingalesa;
- Pomatorhinus schisticeps – cimitarra cejiblanca;
- Pomatorhinus montanus – cimitarra dorsicastaña;
- Pomatorhinus ruficollis – cimitarra cuellirrufa;
- Pomatorhinus musicus – cimitarra de Formosa;
- Pomatorhinus ochraceiceps – cimitarra piquirroja;
- Pomatorhinus ferruginosus – cimitarra coralina;
- Pomatorhinus superciliaris – cimitarra picofina.